# Осінь дорослої жінки
«Осінь дорослої жінки» — книга Тетяни Череп-Пероганич. Містить поезії, п'єси, твори з попередніх книжок у перекладі польською і болгарською мовами. Вийшла друком у травні 2016 у видавництві «Український письменник». Є дев'ятою книгою письменниці.
Редактор книги — Анна Багряна, художник Любов Міненко.

## Вихідні дані
Тетяна Череп-Пероганич. Осінь дорослої жінки: Поезія. П'єси. Твори у перекладі іншими мовами / Київ : «Український письменник», 2016. — 112 сторінок, ISBN 978-966-579-499-8

## Вміст
У чотирьох розділах вміщено вірші, п'єси та переклади поезій польською та болгарською мовами.
«Щастя до чаю» — містить 34 вірші, присвячені переживанням «дорослої жінки», роздумам про кохання, про російсько-українську війну.
«Запитання» — містить 44 запитання афористичного звучання, відповіді на які має дати сам читач.
П'єси:
- «Квітка Цісик. Туга за Україною» — музична п'єса-монолог;
- «Вітерець і Україна» — п'єса для дітей.

Переклади:
- Поетичні етюди польською мовою в перекладі Казімежа Бурната із книг «Із саду — дві стежини» та «Берег любові»;
- Поетичні етюди болгарською мовою в перекладі Димитра Христова із книги «Іриси для коханого».

## Рецензії і презентації
Рецензіями на вихід книжки відгукнулися письменники Григорій Войток, Сергій Дзюба, Любомир Михайлів, Богдан Мельничук, літературознавець Ніна Головченко.
22 червня 2016 презентація книжки відбулася у Чернігівському літературно-меморіальному музеї-заповіднику М. М. Коцюбинського., 21 серпня 2016 — у рамках І Всеукраїнського фестивалю любовної лірики та авторської пісні про кохання «Мовою серця» в редакції газети «Галичина» в Івано-Франківську.

## Я — Квітка
Музична п'єса-монолог «Квітка Цісик. Туга за Україною», опублікована у збірці, стала основою театральної вистави, монологу-притчі на одну дію «Я — Квітка». Прем'єра вистави відбулася 10 жовтня 2017 на Камерній сцені імені Сергія Данченка Національного академічного драматичного театру Імені Івана Франка в рамках XIV Міжнародного театрального фестивалю жіночих монодрам «Марія». Режисер-постановник — Валерій Невєдров, роль Квітки Цісик зіграла акторка Вікторія Васалатій.